# Хамелеон деременський
Хамелео́н дереме́нський (Trioceros deremensis) — представник роду Trioceros з родини Хамелеонів.

## Опис
Загальна довжина сягає 26 см. Спостерігається статевий диморфізм — самці більше за самиць. Цього хамелеона відрізняє виражений у представників обох статей шкірястий гребінь шириною кілька міліметрів. Він тягнеться від голови до середини хвоста. Відмінною рисою самців даного виду є роги. Спрямовані вперед парні роги розташовані на морді між очей, ще один непарний ріг розташовується на кінці морди. У великих дорослих самців роги можуть досягати довжини 4 см. 
Забарвлення змінюється в залежності від стану тварини, проте характерною рисою є малюнок з темних плям різного розміру, розташованих хвилястими лініями. Основний колір — салатово-зелений, часто із жовтим відтінком. 

## Спосіб життя
Полюбляє густу рослинність на схилах гір та пагорбів з дуже вологим кліматом. Весь час проводить у заростях і досить рідко виходить на відкриті ділянки під прямі сонячні промені. Полюбляє теплу, але не спекотну місцину. Харчується комахами, безхребетними гірських лісів.  
Це яйцекладна ящірка. Самиця відкладає до 5 яєць.

## Розповсюдження
Вид є ендеміком Танзанії.